# Vincenzo Albanese
Vincenzo Albanese (* 12. November 1996 in Oliveto Citra) ist ein italienischer Radrennfahrer.

## Sportlicher Werdegang
Albanese siegte 2016 in fünf Rennen des internationalen Kalenders. Er gewann die Trofeo Edil C, den Gran Premio della Liberazione, eine Etappe der Oberösterreich-Rundfahrt, eine Etappe der Tour de l’Avenir, bei der er auch die Punktewertung für sich entscheiden konnte, die Ruota d’Oro und als bedeutendsten Erfolg die Trofeo Matteotti, einen Wettbewerb der ersten UCI-Kategorie.
Nach dieser Saison schloss sich Albanese dem Professional Continental Team Bardiani CSF an und bestritt mit dem Giro d’Italia 2017 seine erste Grand Tour, konnte die Rundfahrt aber nicht beenden. Bei den Straßenweltmeisterschaften im selben Jahr belegt er im U23-Rennen Rang fünf. Insgesamt konnte er in den vier Jahren bei Bardiani CSF nicht an die Erfolge aus der Saison 2016 anknüpfen.
Zur Saison 2021 wechselte Albanese zum Eolo-Kometa Cycling Team. Für sein neues Team nahm er 2021 und 2022 erneut am Giro d’Italia teil. Nachdem er mit mehr als 25 Top-10-Platzierungen zu alter Stärke zurückfand, gelang ihm er auf der letzten Etappe der Tour du Limousin 2022 sein erster Sieg seit 2016.

## Erfolge
2016
- Trofeo Edil C
- Gran Premio della Liberazione
- eine Etappe Oberösterreich-Rundfahrt
- Trofeo Matteotti
- eine Etappe und Punktewertung Tour de l’Avenir
- Ruota d’Oro

2022
- eine Etappe Tour du Limousin

2023
- Punktewertung Giro di Sicilia
- Punktewertung Asturien-Rundfahrt

2025
- eine Etappe Tour de Suisse

## Grand-Tour-Platzierungen
| Grand Tour            | 2017 | 2018 | 2019 | 2020 | 2021 | 2022 | 2023 | 2024 | 2025 |
| --------------------- | ---- | ---- | ---- | ---- | ---- | ---- | ---- | ---- | ---- |
| Giro d’ItaliaGiro     | DNF  | –    | –    | –    | 75   | 68   | 70   | –    | –    |
| Tour de FranceTour    | –    | –    | –    | –    | –    | –    | –    | –    | 114  |
| Vuelta a EspañaVuelta | –    | –    | –    | –    | –    | –    | –    | –    |      |